# Tetra-Auricuprid
Tetra-Auricuprid (auch Tetraauricuprid) ist ein selten vorkommendes Mineral aus der Mineralklasse der „Elemente“ mit der chemischen Zusammensetzung CuAu. Das Mineral besteht aus Kupfer und Gold im Verhältnis 1 : 1, die eine natürliche Legierung bilden.
Tetra-Auricuprid kristallisiert nicht wie die reinen Metalle Kupfer und Gold im kubischen, sondern im tetragonalen Kristallsystem. Dieses Phänomen ist auch unter der Bezeichnung Intermetallische Verbindung bekannt. In der Natur konnte Tetra-Auricuprid bisher nur in Form unregelmäßiger, gestreifter Körner von bis zu 600 μm Größe gefunden werden. Das Mineral ist in jeder Form undurchsichtig (opak), von goldgelber bis kupferroter Farbe mit einem Stich ins Gelbe und weist einen starken Metallglanz auf.

## Etymologie und Geschichte
Erstmals entdeckt wurde Tetra-Auricuprid 1982 in einem platinmetallhaltigen, basischen bis ultrabasischen Stock bei Sardala im Kreis Manas (Autonomes Gebiet Xinjiang) in der Volksrepublik China. Beschrieben wurde das Mineral durch Chen Keqiao, Yu Tinggao, Zhang Yongge und Peng Zhizhong, die es in Anlehnung an seine tetragonale Symmetrie benannten, die einen Gegensatz zum chemisch ähnlichen, aber kubischen Auricuprid bildet.
In der Erstbeschreibung wurde der Mineralname in der Schreibweise Tetraauricuprid veröffentlicht. Mit der 2008 erfolgten Publikation „Tidying up Mineral Names: an IMA-CNMNC Scheme for Suffixes, Hyphens and Diacritical marks“ wurde diese Schreibweise offiziell in Tetra-Auricuprid korrigiert, um möglichen Problemen bei der Entzifferung des Namens vorzubeugen. Gelegentlich ist diese korrigierte Schreibweise allerdings auch schon in älteren Quellen zu finden.
Typmaterial des Mineral wird im Chinesischen geologischen Museum in Peking (Beijing) aufbewahrt.

## Klassifikation
In der veralteten, aber teilweise noch gebräuchlichen 8. Auflage der Mineralsystematik nach Strunz gehörte der Tetra-Auricuprid zur Mineralklasse der „Elemente“ und dort zur Abteilung der „Metalle und intermetallische Legierungen (ohne Halbmetalle)“, wo er zusammen mit Anyuiit, Auricuprid, Bogdanovit, Gold, Hunchunit, Kupfer, Novodneprit, Silber und Yuanjiangit die „Kupfer-Reihe“ mit der System-Nr. I/A.01 bildete.
Die seit 2001 gültige und von der International Mineralogical Association (IMA) verwendete 9. Auflage der Strunz’schen Mineralsystematik ordnet den Tetra-Auricuprid ebenfalls in die Abteilung der „Metalle und intermetallische Verbindungen“ ein. Diese ist allerdings weiter unterteilt nach den in der Verbindung vorherrschenden Metallen, die entsprechend ihrer verwandten Eigenschaften in Metallfamilien eingeteilt wurden. Tetra-Auricuprid ist hier entsprechend seiner Zusammensetzung in der Unterabteilung „Kupfer-Cupalit-Familie“ zu finden, wo es zusammen als einziges Mitglied die unbenannte Gruppe 1.AA.10b bildet.
Auch die vorwiegend im englischen Sprachraum gebräuchliche Systematik der Minerale nach Dana ordnet den Tetra-Auricuprid in die Klasse der „Elemente“ und dort in die gleichnamige Abteilung ein. Hier ist er zusammen mit Auricuprid und Yuanjiangit in der „Auricupridgruppe“ mit der System-Nr. 01.01.02 innerhalb der Unterabteilung „Elemente: Metallische Elemente außer der Platingruppe“ zu finden.

## Chemismus
Die quantitative Analyse der Mikroproben ergab einen durchschnittlichen Gewichtsanteil von 23,74 % Kupfer und 75,81 % Gold. Die empirische Formel ist daher Cu0,3736Au0,3817 und die idealisierte Formel entsprechend CuAu.
Die anhand der Atommassen von Kupfer (63,546 u) und Gold (196,967 u) berechneten Gewichtsanteile der Verbindung CuAu (260,513 u) beträgt dagegen 24,39 % Kupfer und 75,61 % Gold.

## Kristallstruktur
Tetra-Auricuprid kristallisiert tetragonal in der Raumgruppe P4/mmm (Raumgruppen-Nr. 123) mit den Gitterparametern a = 2,81 Å und c = 3,72 Å sowie einer Formeleinheit pro Elementarzelle.

## Eigenschaften
Die Mohshärte von Tetra-Auricuprid beträgt 3,5 bis 4, dennoch lässt er sich gut plastisch verformen.
Tetra-Auricuprid ist weder in Salz-, noch in Schwefel- oder Salpetersäure löslich.

## Bildung und Fundorte
Tetra-Auricuprid bildet sich in platinmetallhaltigen, mafischen bis ultramafischen Gesteinen. Als Begleitminerale treten unter anderem Apatit, Chalkopyrit, Chromit, Diopsid, Epidot, Magnetit, Pyrit, Pyrrhotin, Tremolit, Zirkon, gediegen Gold und Silber sowie verschiedene Minerale der Chlorit-, Serpentin- und Minerale der Platingruppe.
Als seltene Mineralbildung konnte Tetra-Auricuprid nur an wenigen Fundorten nachgewiesen werden, wobei bisher (Stand 2017) rund 25 Fundorte als bekannt gelten. Seine Typlokalität Sardala ist dabei der bisher einzige bekannte Fundort in China.
In Europa konnte das Mineral bisher nur in einer alluvialen Lagerstätte am Durance in der französischen Region Provence-Alpes-Côte d’Azur, im Ophiolith-Komplex des Pindosgebirges im Gebiet um Korydallos in Griechenland, bei Lubin und in der Grube Sieroszowice im Landkreis Legnicki in der polnischen Woiwodschaft Niederschlesien sowie in einer Seifenlagerstätte am Rio de Miséry in der Gemeinde Grolley im Kanton Freiburg und am Züesee nahe dem Binntaler Geisspfad im Kanton Wallis in der Schweiz gefunden werden.
Weitere Fundorte liegen unter anderem in Brasilien, Grönland, Kanada (Ontario), Marokko, Pakistan, Russland (Nordregion, Ural, Ostsibirien, Ferner Osten), Südafrika (Limpopo und Mpumalanga) und den Vereinigten Staaten (Colorado).